# NGC 1418
NGC 1418 је спирална галаксија у сазвежђу Еридан која се налази на NGC листи објеката дубоког неба.
Деклинација објекта је - 4° 43' 54" а ректасцензија 3h 42m 16,2s. Привидна величина (магнитуда) објекта NGC 1418 износи 13,6 а фотографска магнитуда 14,4. NGC 1418 је још познат и под ознакама MCG -1-10-22, PGC 13606.